# Phyllagathis velutina
Phyllagathis velutina là một loài thực vật có hoa trong họ Mua. Loài này được (Diels) C. Chen miêu tả khoa học đầu tiên năm 1984.